# Georg Philipp August von Roth
Georg Philipp August von Roth (* 8. Oktoberjul. / 19. Oktober 1783greg. in Dorpat; † 15. Februarjul. / 27. Februar 1817greg. ebenda) war ein deutschbaltischer Geistlicher, Literat, Zensor und Universitätslektor.

## Leben
Georg Philipp August von Roth war der Sohn von Johann Philipp Roth, der seit 1780 Pfarrer in Kanepi war, und Beata Katharina Seefels. Er studierte von 1802 bis 1803 an der Kaiserlichen Universität Dorpat evangelische Theologie und verbrachte die Jahre 1803–1806 an einer deutschen Universität. Nach seiner Rückkehr nach Estland war er zunächst Hauslehrer, ehe er 1810 als Nachfolger von Friedrich David Lenz der zweite Estnisch-Lektor an der Universität Dorpat wurde. Im Gegensatz zu seinem Vorgänger lautete seine Amtsbezeichnung nicht mehr „Lektor für Estnisch und Finnisch“, sondern war er ausschließlich „Lector der Ehstnischen Sprache.“ Parallel dazu nahm er die Aufgaben eines Zensors für estnische Schriften wahr.

## Wirken
Kulturhistorische Bedeutung erlangte Roth durch seine Mitarbeit an der Wochenzeitung Tarto maa rahva Näddali-Leht, die sein Vater 1806 gemeinsam mit seinem Schwager Gustav Adolph Oldekop ins Leben rief. Allerdings war das Erscheinen der Zeitung nur von kurzer Dauer, da das Blatt nach 41 Nummern nach einer Anschwärzung bei der Sankt Petersburger Zensurbehörden verboten wurde. Außerdem war er Verfasser eines Estnisch-Lehrbuchs, das er in seinem Unterricht verwendete.

## Publikation
- ABD nink weikenne luggemisse ramat Tarto ma rahwa tullus Keiserlikko Tarto sure koli ramato kohto lubbaga. Tartu: M. G. Grenzius 1814. 16 S.[5]

## Sekundärliteratur
- Paul Ariste: Eesti keele ja soome-ugri keelte õpetamisest ja uurimisest Tartu ülikoolis 1802–1952, in: Looming 9/1952, S. 1023–1937.
- Baltische Historische Kommission (Hrsg.): Eintrag zu Roth, Georg Philipp August. In: BBLD – Baltisches biografisches Lexikon digital